# Botanophila suwai
Botanophila suwai är en tvåvingeart som beskrevs av Wei 1993. Botanophila suwai ingår i släktet Botanophila och familjen blomsterflugor.
Artens utbredningsområde är Guizhou (Kina). Inga underarter finns listade i Catalogue of Life.